# Anderson (Califòrnia)
Anderson és una població dels Estats Units a l'estat de Califòrnia. Segons el cens del 2007 tenia 10.580 habitants.

## Demografia
Segons el cens del 2000, Anderson tenia 9.022 habitants, 3.372 habitatges, i 2.319 famílies. La densitat de població era de 545,1 habitants per km².
Dels 3.372 habitatges en un 39,3% hi vivien nens de menys de 18 anys, en un 42,6% hi vivien parelles casades, en un 20,2% dones solteres, i en un 31,2% no eren unitats familiars. En el 26,5% dels habitatges hi vivien persones soles el 12% de les quals corresponia a persones de 65 anys o més que vivien soles. El nombre mitjà de persones vivint en cada habitatge era de 2,64 i el nombre mitjà de persones que vivien en cada família era de 3,14.
Per edats la població es repartia de la següent manera: un 31,6% tenia menys de 18 anys, un 9,2% entre 18 i 24, un 27,1% entre 25 i 44, un 18,3% de 45 a 60 i un 13,9% 65 anys o més.
L'edat mediana era de 32 anys. Per cada 100 dones de 18 o més anys hi havia 79,6 homes.
La renda mediana per habitatge era de 24.558 $ i la renda mediana per família de 29.259 $. Els homes tenien una renda mediana de 28.074 $ mentre que les dones 20.745 $. La renda per capita de la població era d'11.744 $. Entorn del 22,2% de les famílies i el 28,3% de la població estaven per davall del llindar de pobresa.

## Poblacions més properes
El següent diagrama mostra les poblacions més properes.